# De Beers
Pour les articles homonymes, voir Beers.
De Beers est un conglomérat diamantaire sud-africain. Fondée en 1888 pour exploiter les mines sud-africaines, la société De Beers est aujourd'hui en activité dans de nombreux pays (Botswana, Namibie, Afrique du Sud). Pendant la majeure partie du XXe siècle, De Beers s’est efforcée de monopoliser la fourniture de diamants bruts à tous les diamantaires et à tous les ateliers de taille du diamant dans le monde, parvenant ainsi à maîtriser le marché, fixer les prix et éviter leurs fluctuations en les maintenant à un haut niveau. La domination de la De Beers sur la commercialisation mondiale du diamant est cependant passée de 90 % (dans les années 1980) à 40 % au début des années 2010.

## Actionnariat
Le premier actionnaire de De Beers est Anglo American (85 %).
Actionnaire depuis la création de l'entreprise, la famille Oppenheimer a vendu ses parts (40 %) à Anglo American en 2011.
Le troisième actionnaire est la joint-venture Debswana (15 %) (contrôlée par le Botswana et la De Beers).
Filiales en détail : Diamond Trading Company, Namibia Diamond Trading Company, Forevermark, Debswana, Element Six...
En mai 2024, Anglo American a annoncé son intention de scinder ou de vendre De Beers.

## Histoire

### Création

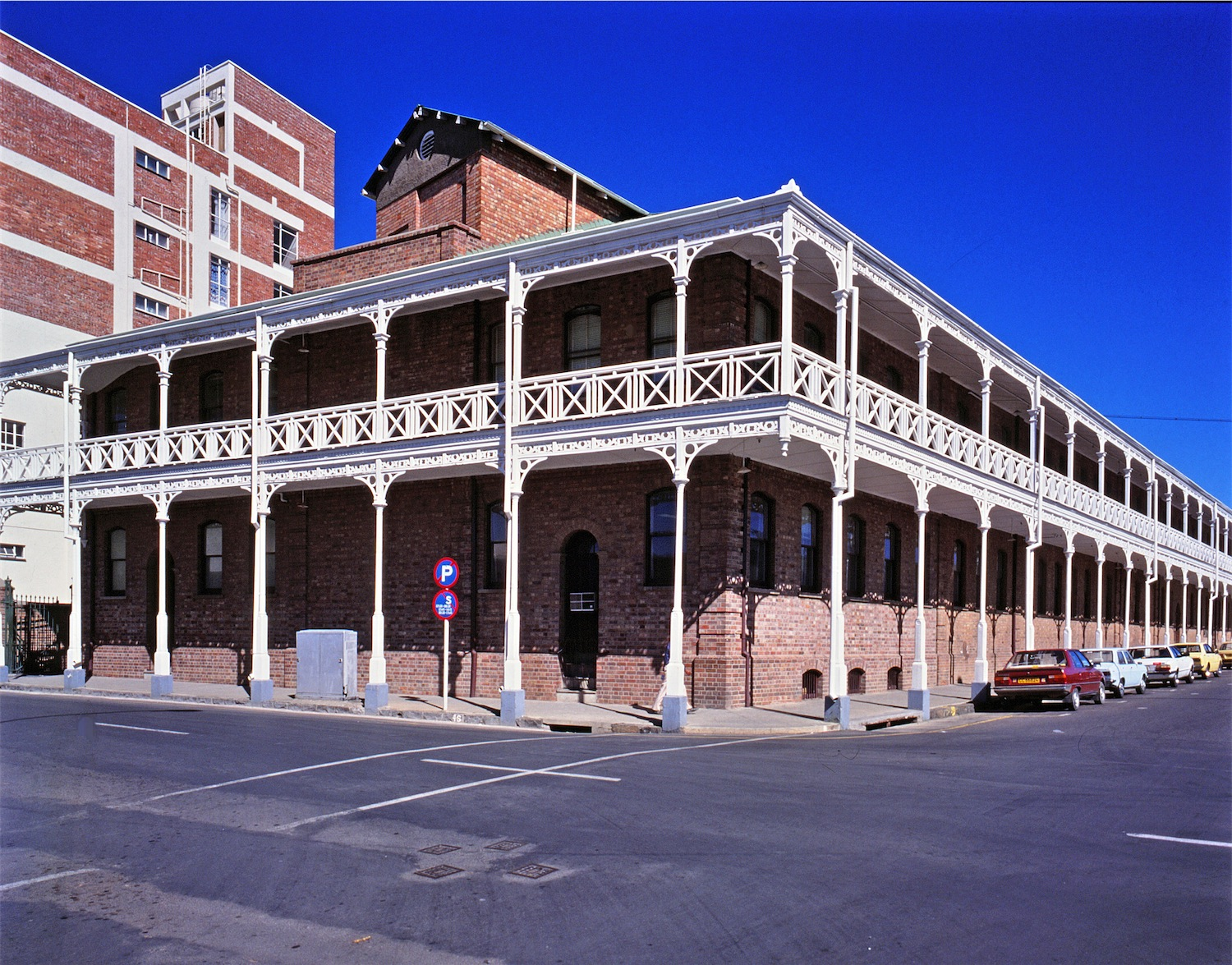
Siège historique de la De Beers Consolidated Mines à Kimberley.

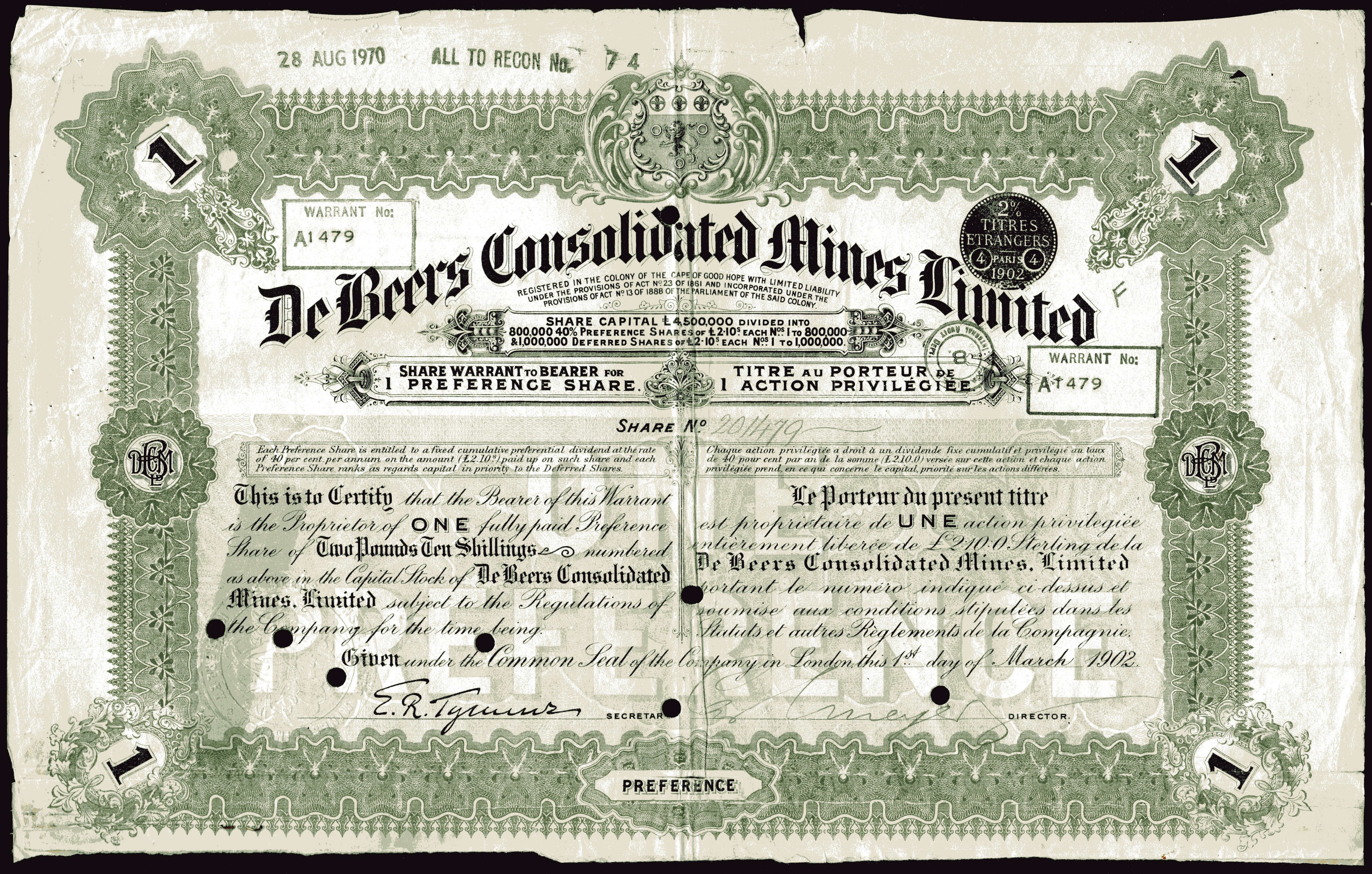
Action de la De Beers Consolidated Mines Ltd. en date du 1er mars 1902.

Les frères Diederik Arnoldus et Johannes Nicholas de Beer sont des Boers. L'histoire de la De Beers commence sur leurs champs diamantifères d'Afrique du Sud, plus précisément dans la région de Kimberley où le premier diamant fut découvert en 1866. En quelques années, des hordes de prospecteurs accoururent vers Kimberley, rapidement intégrée à la colonie du Cap, et sur les rives des fleuves Vaal et Orange.
En 1873, le jeune aventurier britannique Cecil Rhodes et son ami Charles Rudd commencèrent à investir dans les matériels de prospection et réinvestirent leurs bénéfices en rachetant progressivement toutes les concessions diamantaires.

### Intervention de Rhodes
En 1880, Rhodes et ses partenaires, principalement Jules Porgès, fondent la De Beers Mining Company Ltd. Celle-ci subit pendant quelques années une vive concurrence de la Barnato Mining Company, de Barney Barnato pour tenter de prendre le contrôle des mines sud-africaines. Finalement, prenant l'avantage, la De Beers force Barnato à fusionner et c'est ainsi qu'en 1888, la De Beers Consolidated Mines Limited est fondée sous la présidence de Cecil Rhodes. Le groupe concentre alors la propriété de quasiment toutes les mines d'Afrique du Sud et 90 % de la production mondiale de diamant.
Dans les années qui suivirent, De Beers renforça son contrôle sur le marché du diamant en créant une unique entité chargée de la vente de diamants et de la fixation des prix.
En 1893, De Beers est coté à la bourse de Johannesbourg, et jusqu'en 2001.
La première décennie est cependant marquée par d'importantes fluctuations de la demande et par la seconde guerre des Boers.
Kimberley et De Beers furent notamment les enjeux de plusieurs batailles importantes (dont notoirement la bataille de Modder River et la bataille de Paardeberg) du front ouest au début de la seconde guerre des Boers en 1899 et 1900. Le siège fut cependant levé après quatre mois.
De Beers fait également face à de nouvelles sources d'approvisionnement en diamants avec la mise en exploitation de nouvelles mines non seulement en Afrique du Sud mais aussi dans le Sud-Ouest africain allemand, au Congo belge et en Angola.

### Rachat par Oppenheimer
En 1919, un immigrant d'origine allemande, Ernest Oppenheimer, cofondateur de l'Anglo American Corporation (AAC) avec l'aide de la banque JP Morgan, rachète les mines de diamants du Sud-Ouest africain qu'il transfère en 1920 à une de ses entreprises, la Consolidated Diamond Mines of South West Africa Ltd (CDM). En 1925, il crée le Diamond Syndicate. Tous ses succès sur le marché du diamant l'amenèrent à être élu au conseil d'administration de la De Beers en 1926 et à en prendre la présidence en 1929.
À ce poste, il créa plusieurs structures pour organiser le contrôle du marché dont la Diamond Trading Company (DTC) chargée de centraliser à Londres tous les diamants bruts du monde extraits ou achetés par De Beers, et la Central Selling Organisation (CSO) qui mit en place des pratiques commerciales anti-concurrentielles permettant de contrôler l'approvisionnement du marché.

### «Les diamants sont éternels»
Sous l'influence de son fils Harry Oppenheimer, De Beers lance une campagne publicitaire efficace dans les années 1940 visant à promouvoir la valeur des diamants et à enraciner l'idée de leur rareté. Le but était de convaincre les femmes que les diamants étaient un symbole éternel, celui par excellence de l'amour. La campagne visait aussi à décourager la revente de diamants par les consommateurs et à convaincre que le diamant était le cadeau emblématique à faire à l'occasion de fiançailles et de mariages,.
Ces campagnes de De Beers, lancées aux États-Unis, frappent l'imagination du public et enracinent des slogans tels que un diamant est éternel ou encore les diamants sont les meilleurs amis d'une femme bien que dans le même temps, en raison des lois anti-trust, De Beers ne peut opérer directement aux États-Unis. La campagne est également un grand succès au niveau international, notamment au Japon où le groupe s'enracine encore plus après la Seconde Guerre mondiale, remplaçant la tradition d'offrir des coléoptères vivants.

### La fin d'un monopole
Le monopole prend fin dans les années 2000 quand les états africains nationalisent leurs mines. De Beers diversifie sa production en exploitant aussi en Russie, au Canada et en Australie[réf. nécessaire].
En 2001, De Beers s'associe au groupe de luxe français LVMH pour la création et la distribution au travers des boutiques De Beers Jewellers, mais reste indépendant dans son activité d'extraction et négoce de diamants.
En février 2006, la Commission européenne arbitre sur un conflit entre la société russe ALROSA et De Beers, concernant un accord commercial sur la vente de diamants bruts.

### Ère moderne
Au fil des années, De Beers doit cependant relever des défis liés à la politique d'apartheid[évasif] en Afrique du Sud ou aux crises économiques. Depuis 2006, la De Beers extrait des diamants des fonds marins de l'Atlantique sud à l'aide du navire Mafuta.
En mars 2017, De Beers annonce le rachat, à LVMH, de leur co-entreprise De Beers Diamond Jewellers, comprenant 32 boutiques, pour un montant non-dévoilé.
En avril 2022, De Beers annonce avoir signé un contrat avec l’Angola. Ce contrat stipule l’exploitation des mines du Nord-est du pays pour 35 ans.

## Filiales et entreprises du groupe De Beers

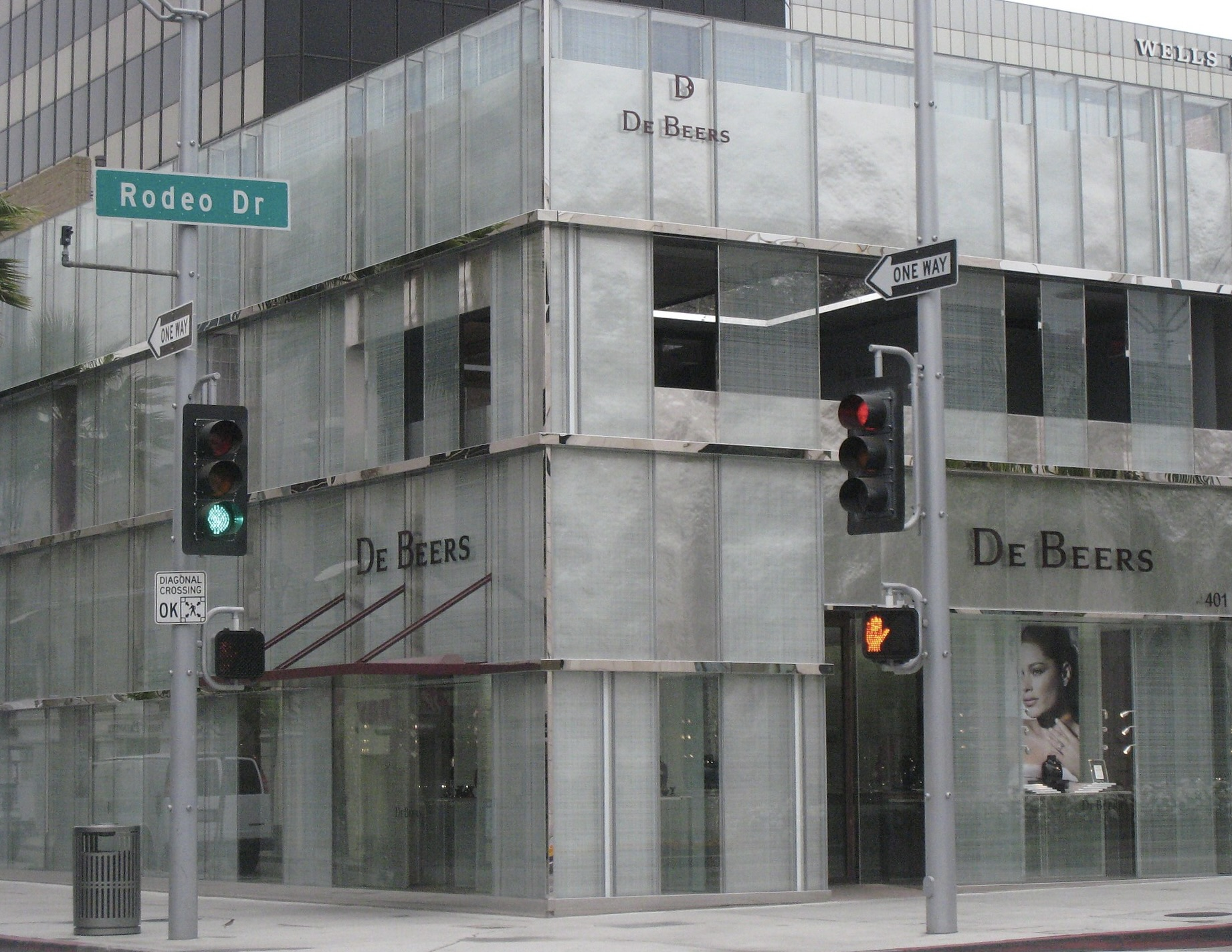
DeBeers à Beverly Hills.

- De Beers Canada, avec la mine de Snap Lake dans les Territoires du Nord-Ouest, première mine hors Afrique
- De Beers Consolidated Mines
- De Beers Diamond Jewellers
- Debswana
- Diamdel
- Diamond Trading Company
- Diamond Trading Company Botswana
- Diamond Trading Company South Africa
- Element Six
- Forevermark
- Namdeb
- Namibia Diamond Trading Company

## Fonctionnement du cartel
Des années 1930 jusqu'en 2000, la firme De Beers fonctionnait comme un cartel,,.
La Central Selling Organisation (CSO), le bureau  d'achat londonien, avait le monopole des diamants produits par De Beers et achetait tous les diamants disponibles. Ensuite, ces diamants étaient revendus, et certains clients privilégiés, les sightseers, au nombre de 126 en 1997, pouvaient demander des diamants répondant à des spécifications précises mais qui cependant faisaient partie d'un lot que le client devait prendre en totalité, et au prix fixé, au cours de l'une des dix ventes, ou « vues », annuelles organisées. 70% du marché du diamant passait par cette organisation, qui pouvait, au choix, choisir de restreindre la mise de pierres sur le marché pour augmenter les prix.
Ce cartel prit fin sous l'effet de l'apparition de nouveaux gisements ainsi que sous l'action des différentes législations anti-monopole aux États-Unis, et dans l'Union européenne.

## Critiques
De Beers est très critiquée pour sa politique avec certains États autoritaires, notamment en Afrique.
C'est ainsi qu'elle aurait incité le gouvernement du Botswana à faire des pressions sur les Bochimans pour les exproprier, de manière qu'elle puisse exploiter les réserves de diamants présents sur leurs territoires.
De Beers est également critiquée au sujet des blood diamonds, un trafic de diamants qui est notamment à l'origine de la guerre civile de Sierra Leone. À la suite des trafics liés à la guerre civile angolaise, les Nations unies adoptent la résolution 1173 le 12 juin 1998 sur les origines des importations des diamants. Le film Blood Diamond de Edward Zwick traite de cette problématique.